# Amleset Muchie
Amleset Muchie (en amárico: አምለሰት ሙጬ) es una modelo, actriz y cineasta etíope.

## Biografía
Muchie nació en Etiopía en 1978. Estudió dirección cinematográfica en la New York Film Academy y periodismo en Unity University.
Fue ganadora del concurso Miss University 2004, como Miss Etiopía. También fue ganadora del certamen de Miss Mundo Etiopía en 2006. Estudió periodismo en la Unity University en Addis Ababa.
Escribió y produjo las películas Si Le Fikir, Adoption y el documental Green Ethiopia.
También se desempeña como portavoz de los productos lácteos Etete en su país. Muchie también se ha expresado abiertamente sobre los problemas ambientales que enfrenta Etiopía.
Participó en la ONU 2018 Women First 5k, realizada el 11 de marzo de 2018 en Addis Abeba y ganó la carrera Icon Women's con registro de 25.25.

## Vida personal
En 2012, se casó con el cantante etíope Teddy Afro en la  Catedral de la Santísima Trinidad en Adís Abeba. Tienen dos hijos juntos.

## Filmografía
| Año  | Título    | Papel              | Notas        |
| ---- | --------- | ------------------ | ------------ |
| 2016 | Adoption  | Directora          | Cortometraje |
| 2017 | Laptos    | Actriz             |              |
| 2018 | Yesemwork | Actriz             |              |
| 2017 | Bethons   | Actriz             |              |
| 2019 | Min Alesh | Actriz y directora |              |

### Documental
| Año  | Título         | Rol                      | Notas     |
| ---- | -------------- | ------------------------ | --------- |
| 2016 | Green Ethiopia | Presentadora y Directora | Ambiental |

### Vídeos musicales
| Año  | Vídeos          | Artista    |
| ---- | --------------- | ---------- |
| 2017 | "Mar Eske Tuaf" | Teddy Afro |